# Hong Kong University of Science and Technology
Hong Kong University of Science and Technology (HKUST; 香港科技大学 på kinesiska) är ett universitet i Hongkong. Universitetet ligger vid kusten av Clear Water Bay i östra Hongkong.

## Historia
Hong Kong University of Science and Technology inrättades 1991 och är ett av de nyare universiteten i Hongkong. 2011 registrerades nästan 10.000 studenter på universitetet. Times Higher Education World University Rankings 2011-2012 placerar HKUST på 62:a plats i världen; HKUST rankas etta i Asien enligt Asian University Rankings 2011.

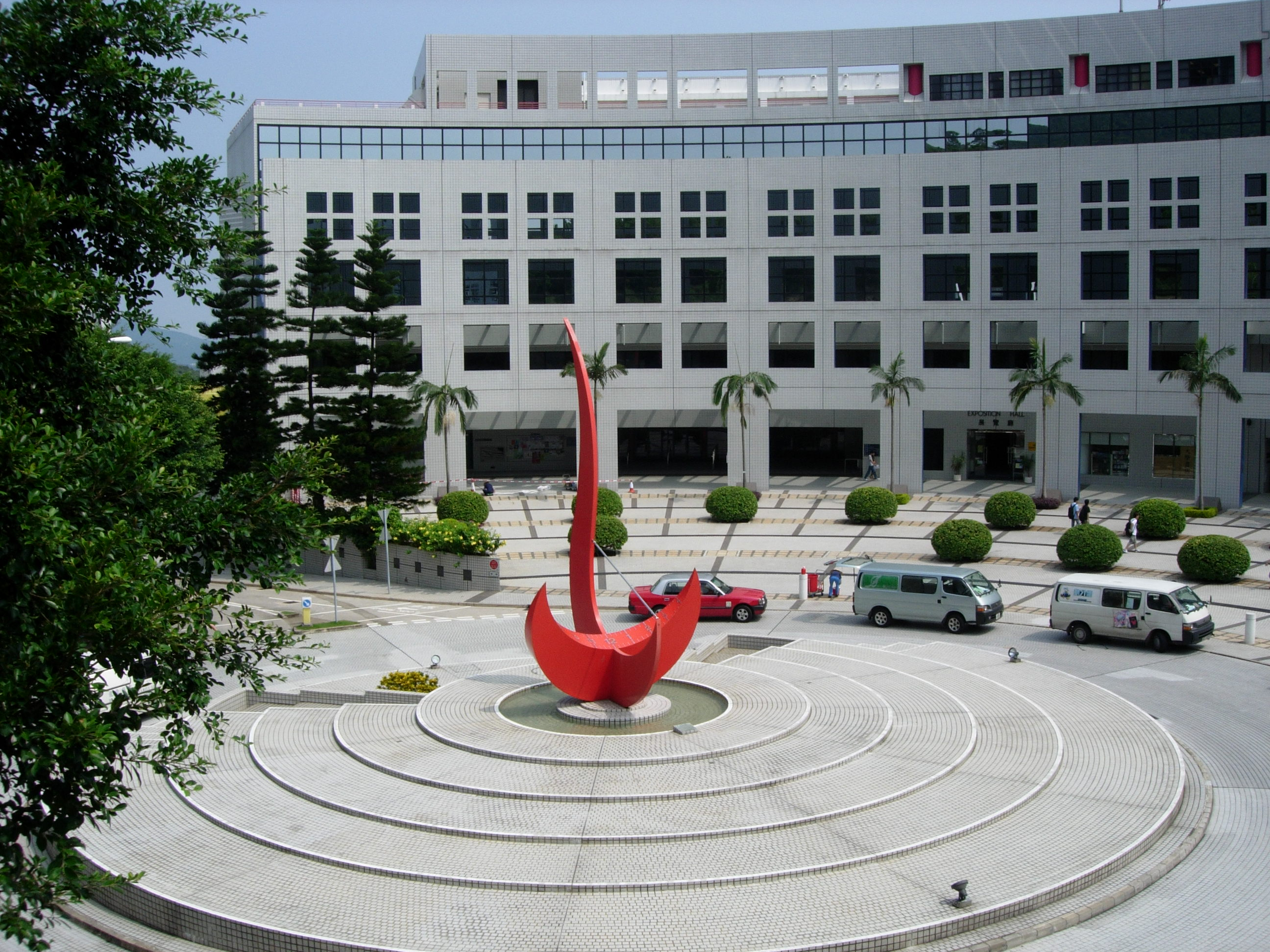
Huvudentré

Hong Kong University of Science and Technology placerade sig på 34:e plats 2020 i QS Universitetsvärldsrankning över världens bästa universitet.

## Campus
HKUST är ett campusuniversitet som bara finns på en plats. På campus bor ungefär 4.500 studenter i korridorboenden. Undergraduate-studenter delar vanligen ett studentrum med en eller flera andra studenter.  Studenter som sökte sina boenden själva pendlar nästan uteslutande med kollektivtrafiken mellan boendena och universitetet.

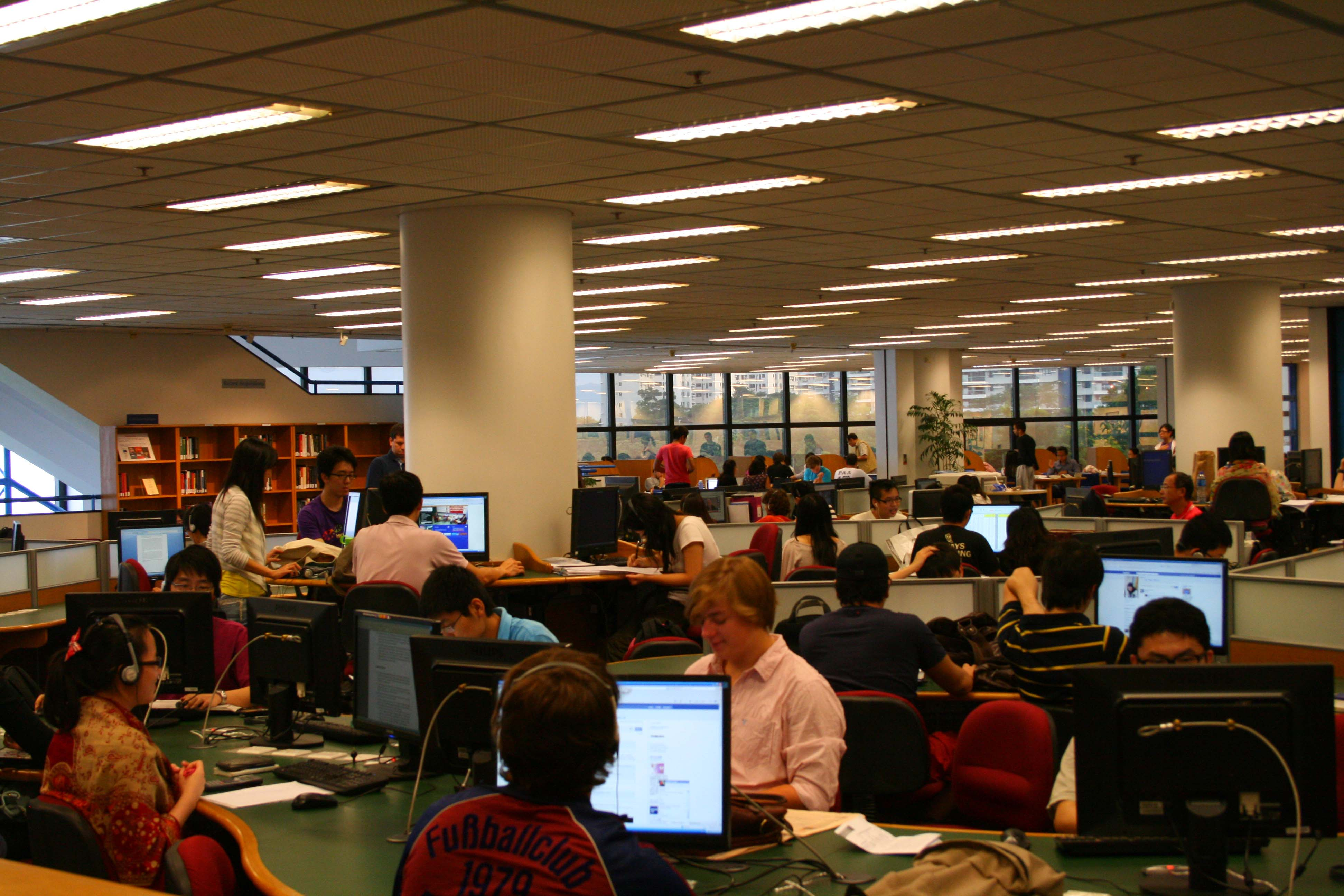
Datorarbetsplatser i biblioteket

I den akademiska huvudbyggnaden av HKUST ligger föreläsningssalar, klassrum, laboratorier, datorsalar, och biblioteket med flera våningar. Därutöver finns också möjligheter för att simma, spela fotboll, spela basketboll, springa, spela tennis, vila på stranden, grilla, träna på gym och klättra. Det finns en mataffär, ett postkontor, en doktor, en frisör och en pub. Studenter och anställda kan använda faciliteter för att idrotta gratis.

## Fakulteter
HKUST delas in i olika fakulteter:
- School of Business and Management
- School of Engineering
- School of Science
- School of Humanities and Social Science

## Akademiskt liv
Det finns fyra perioder under året på HKUST som motsvarar årstiderna höst, vinter, vår och sommar. Sedan 2012 avslutar de flesta studenterna under fyra år i undergraduate-program på grund av det förändrat utbildningssystemet.

## Utbildningsavgift
Internationella studenter måste betala HKD 100.000 (ungefär kr 85.000) per akademiska året. Lokala studenter betalar HKD 42.100 (ungefär kr 35.000).